# José María Quiroga Plá
José María Quiroga Plá (Madrid, 21 de abril de 1902 - Ginebra, 28 de marzo de 1955) fue un poeta, ensayista, periodista y traductor español, encuadrado en la Generación del 27.

## Biografía
Sus inicios como poeta se ligan al ultraísmo. Colaboró en las revistas: Carmen, Verso y Prosa, Meseta, Los Cuatro Vientos, Litoral, Mediodía y Héroe. Colaboró en el número especial de la revista Litoral (4,5,6) con motivo del homenaje a Luis de Góngora. Vinculado a los autores de la Generación del 27, no fue incluido sin embargo en la Antología que sobre el grupo preparó Gerardo Diego (porque no tenía publicado ningún volumen individualmente). Con 26 años, en 1928, contrajo matrimonio con Salomé Unamuno, hija de Miguel de Unamuno, del que fue secretario. 
Durante la Segunda República Española desempeñó diversos cargos. En 1939 se vio obligado a marchar al exilio. Residió en Francia y murió en Ginebra en 1955. Padeció de diabetes al final de su vida, pero la ceguera no le impidió seguir escribiendo. 

## Obra
Su obra poética aparece recogida en los volúmenes Morir al día (1946) y La realidad reflejada (1955). Otro libro, Valses de la memoria, que dejó preparado antes de su muerte, permanece inédito.
Hizo numerosas traducciones. Junto a su amigo Pedro Salinas, tradujo por primera vez al español El mundo de Guermantes, tercera novela del ciclo En busca del tiempo perdido de Marcel Proust.